# Juyumpanté
Juyumpanté är en ort i Mexiko.   Den ligger i kommunen Chilón och delstaten Chiapas, i den sydöstra delen av landet, 800 km öster om huvudstaden Mexico City. Juyumpanté ligger 868 meter över havet och antalet invånare är 133.
Terrängen runt Juyumpanté är kuperad åt sydväst, men åt nordost är den bergig. Juyumpanté ligger nere i en dal. Runt Juyumpanté är det ganska tätbefolkat, med 54 invånare per kvadratkilometer. Närmaste större samhälle är Yajalón, 10,0 km nordväst om Juyumpanté. I omgivningarna runt Juyumpanté växer i huvudsak städsegrön lövskog.